# Matinée

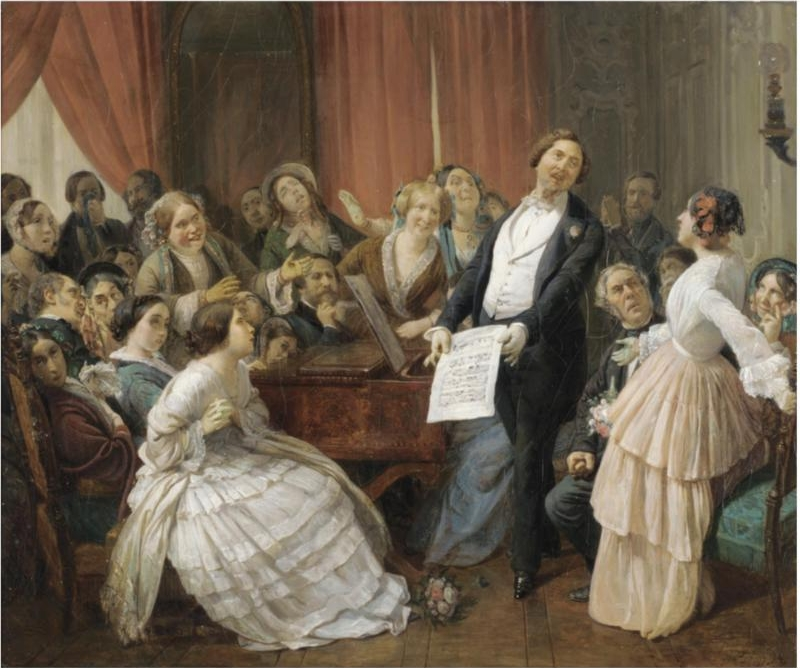
Triomphe d'un Ténor dans une Matinée musicale di François-Auguste Biard (olio su tela, XIX secolo)

Una matinée è una rappresentazione teatrale che si tiene di mattina o nel pomeriggio (a differenza dell'usuale spettacolo serale della soirée) perché vi possa assistere un pubblico diverso da quello abituale (per es. gli studenti, lavoratori, pensionati); il termine, importato in Italia dai comici parigini, è stato poi esteso ad altri generi di spettacolo (musicale, cinematografico, ecc.).